# Hythe Pier Railway 1–3
Die Lokomotiven 1–3 der Hythe Pier Railway sind zweiachsige Elektrolokomotiven, die 1917 von Brush Traction mit den Werksnummern 16302, 16304 und 16307 gebaut wurden. Diese waren ursprünglich batteriebetrieben und wurden während des Ersten Weltkrieges in der Senfgasfabrik Mustard Gas Factory at Merebank in Avonmouth verwendet.

## Geschichte
Die Lokomotiven hatten ein zentrales Führerhaus und eine schräge Motorhaube an jedem Ende. Darunter befanden sich die Batterien. Die halboffenen Führerhäuser hatten eine einheitliche Anordnung der Windschutzscheiben.
Die Lackierung in Avonmouth war wahrscheinlich grün. Sie waren mit MM mit dem nach oben zeigenden Regierungspfeil zwischen den Buchstaben gekennzeichnet. MM steht für Munitionsministerium. Die Beschriftung war auf der Seite einer Motorhaube angebracht, und ein Foto zeigt die Nummer 7 auf der gegenüberliegenden Haube. Dies legt nahe, dass es mindestens sieben dieser Lokomotiven gab. Bei den Batterien handelte es sich um vier Blei-Säure-Batterien von Exide Ironclad, die bei einer Spannung von 100 V eine Batteriekapazität von 160 Ah hatten. Wie die Batterien verbunden wurden, ist nicht bekannt – möglicherweise waren es zwei Sätze von zwei in Reihe geschalteten Batterien, die parallel zueinander geschaltet waren.
Die Aufladeintervalle waren von der Beladung, der Häufigkeit des Anfahrens aus dem Ruhezustand und anderen Faktoren abhängig, einschließlich der Geschicklichkeit des Fahrers. Das Fahren mit Akku-Traktion erfordert viel Ausrollen, wobei Strom dann nur beim Anfahren, Beschleunigen und dem Halten der Geschwindigkeit an Steigungen benötigt wird. Nach den verfügbaren Zahlen konnten die Batterielokomotiven wahrscheinlich sechs oder sieben Stunden mit einer vollen Ladung betrieben werden. Die verwendet Exide-Ironclad ist noch heute erhältlich und wird oft als „Gabelstaplerbatterie“ bezeichnet. Die moderne und größte Version wiegt 113,5 kg (250 Pfund) und die Version, die 1917 erhältlich war, war aller Wahrscheinlichkeit nach genauso schwer. In diesem Fall wurde diesen kleinen Lokomotiven ein Batteriegesamtgewicht von knapp einer halben Tonne hinzugefügt, was möglicherweise der Grund dafür war, dass sie für den Einsatz in Hythe auf den Stromschienenbetrieb umgebaut wurden.

## Aktueller technischer Zustand
Die drei Lokomotiven wurden nach dem Krieg nach Hythe gebracht, wo zwei von ihnen, 16302 und 16307, mit einem Stromabnehmer für die seitliche Stromschien ausgerüstet wurden. Ihre Batterien wurden entfernt. Die dritte Lokomotive, 16304, diente als Ersatz und wurde 1935 verschrottet. Von ihr ist der Elektromotor erhalten.
Der Strom wurde ursprünglich von einem eigens errichteten Kraftwerk am Uferende der Pier erzeugt. Heute erfolgt die Versorgung aus dem Landesnetz mit Dreiphasenwechselspannung von 415 V. Diese wird transformiert und in der Bahnwerkstatt auf 250 V Gleichspannung gleichgerichtet und der Stromschiene zugeführt. Diese Spannung wird durch Vorwiderstände an den Lokomotiven wieder auf 100 V reduziert, um die Spannung an die Fahrmotoren anzupassen. Die frei zugängliche Reihe von Widerständen, die außen an einem Ende des Führerhauses angebracht waren, befinden sich jetzt unter einer Motorhaube. Die derzeitige Windschutzscheibenanordnung wurde um 1980 und nur am Uferende der Führerstände angebracht.
Die Kraftübertragung von dem im Fahrerhaus montierten Motor zu den Achsen erfolgt über eine Rollenkette zu einer unter dem Boden montierten Antriebseinheit und dann über eine Rollenkette weiter zur Achse mit einem Untersetzungsverhältnis von 7,5:1. Die Lokomotiven sind für eine Höchstgeschwindigkeit von 19,3 km/h (12 mph) zugelassen, die für die Fahrt auf der Pier ausreichend ist. Theoretisch könnte die Geschwindigkeit der Lokomotiven bei einem Raddurchmesser von 40,64 cm (16 Zoll), dem gegebenen Übersetzungsverhältnis und der Motordrehzahl knapp 29 km/h (18 mph) betragen.
Die Achsen sind in einem Rahmen montiert, der wie ein konventionelles Drehgestell aussieht. Zwischen Untergestell und Lokkasten erfolgt die Federung über Schraubenfedern.